# Stenocereus quevedonis
Stenocereus quevedonis là một loài thực vật có hoa trong họ Cactaceae. Loài này được (J.G. Ortega) Buxb. miêu tả khoa học đầu tiên năm 1961.